# Vibraye
Vibraye település Franciaországban, Sarthe megyében. Lakosainak száma 2508 fő (2022. január 1.). Vibraye Champrond, Melleray, Valennes, Berfay, Semur-en-Vallon, Lavaré, Lamnay és Couëtron-au-Perche községekkel határos.

## Népesség
A település népessége az elmúlt években az alábbi módon változott:
| Lakosok száma | 2600 | 2598 | 2631 | 2553 | 2531 | 2510 | 2509 | 2493 | 2508 |
|               | 2013 | 2015 | 2016 | 2017 | 2018 | 2019 | 2020 | 2021 | 2022 |